# آبشار کرکبود
آبشار کرکبود یا گُر، آبشاری در شهرستان طالقان در فاصله ۷۰۰ متری شمال روستای کرکبود در میان یک دره صخره ای و عظیم همراه با صدای پرهیبت جریان رودخانه قرار دارد. این آبشار و رود خروشان آن، از ارتفاعات حصارچال مازندران سرچشمه می گیرد که به آبشار گُر معروف است.این آبشار به رود کرکبود می‌ریزد.

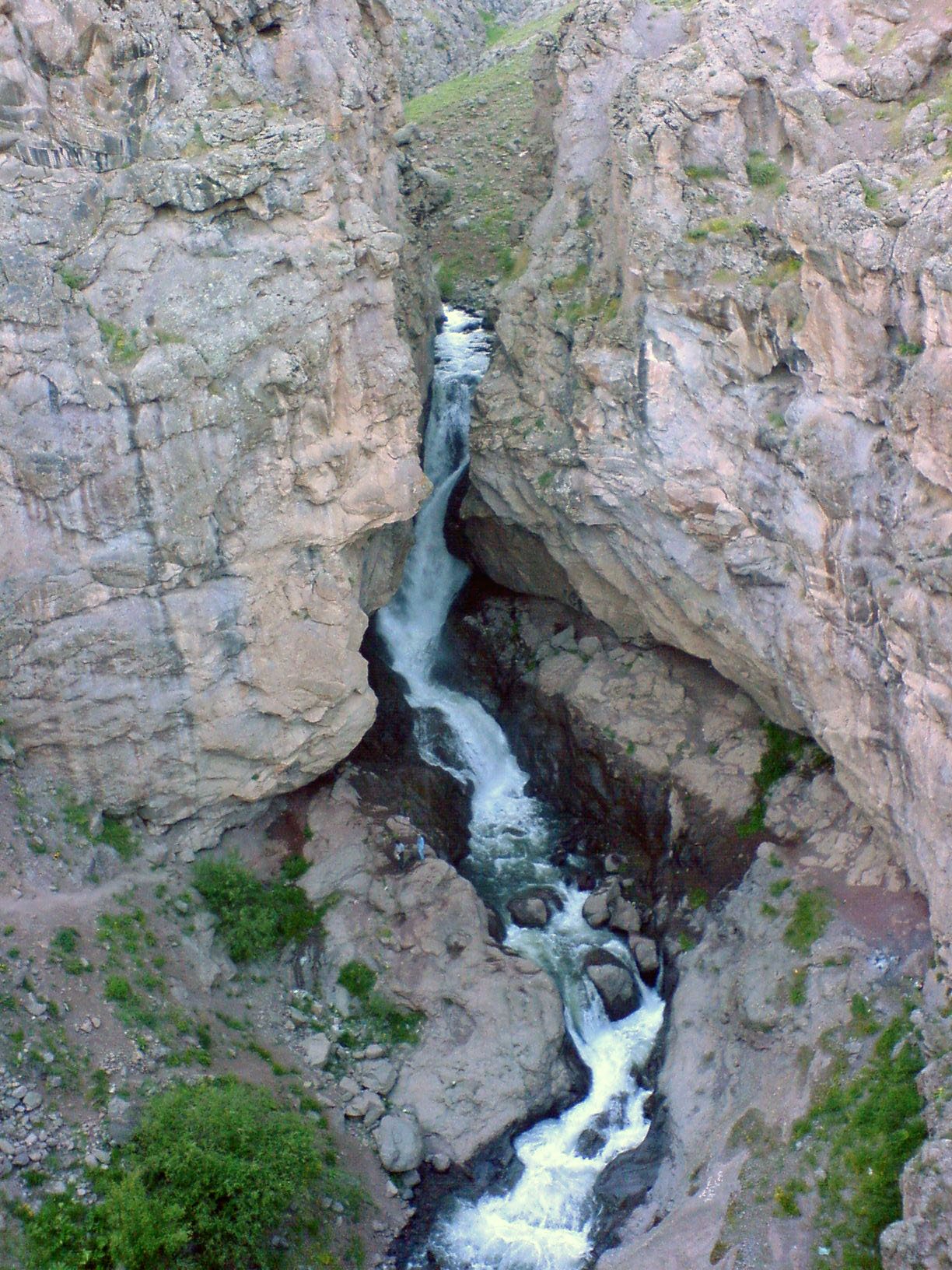
آبشار کرکبود

## موقعیت
آبشار کرکبود در موقعیت جغرافیایی E505120 N361306 در حوالی طالقان و در استان البرز قرار دارد. کرکبود روستایی کوچک و کوهستانی در شمال شرق طالقان است که دارای ماهیتی متفاوت با دیگر روستاها می‌باشد. روستایی کوچک در بخش بالا طالقان و در ۵۰ درجه و ۴۹ دقیقه طول جغرافیایی و ۳۶ درجه و ۱۲ دقیقه عرض جغرافیایی و ارتفاع ۲۲۷۱ متری از سطح دریا در دامنه کوه واقع شده‌است. در داخل روستا درختان تنومند و برافراشته و بلندی قرار دارد که نظیر آن در دیگر روستاهای طالقان کمتر مشاهده می‌شود. لابه لای درختان کوچه باغ‌هایی قرار دارد که سایه درختان بلند آن بسیار خنک و با طراوت است و نقاط مختلف روستا را به یکدیگر متصل می‌نماید.

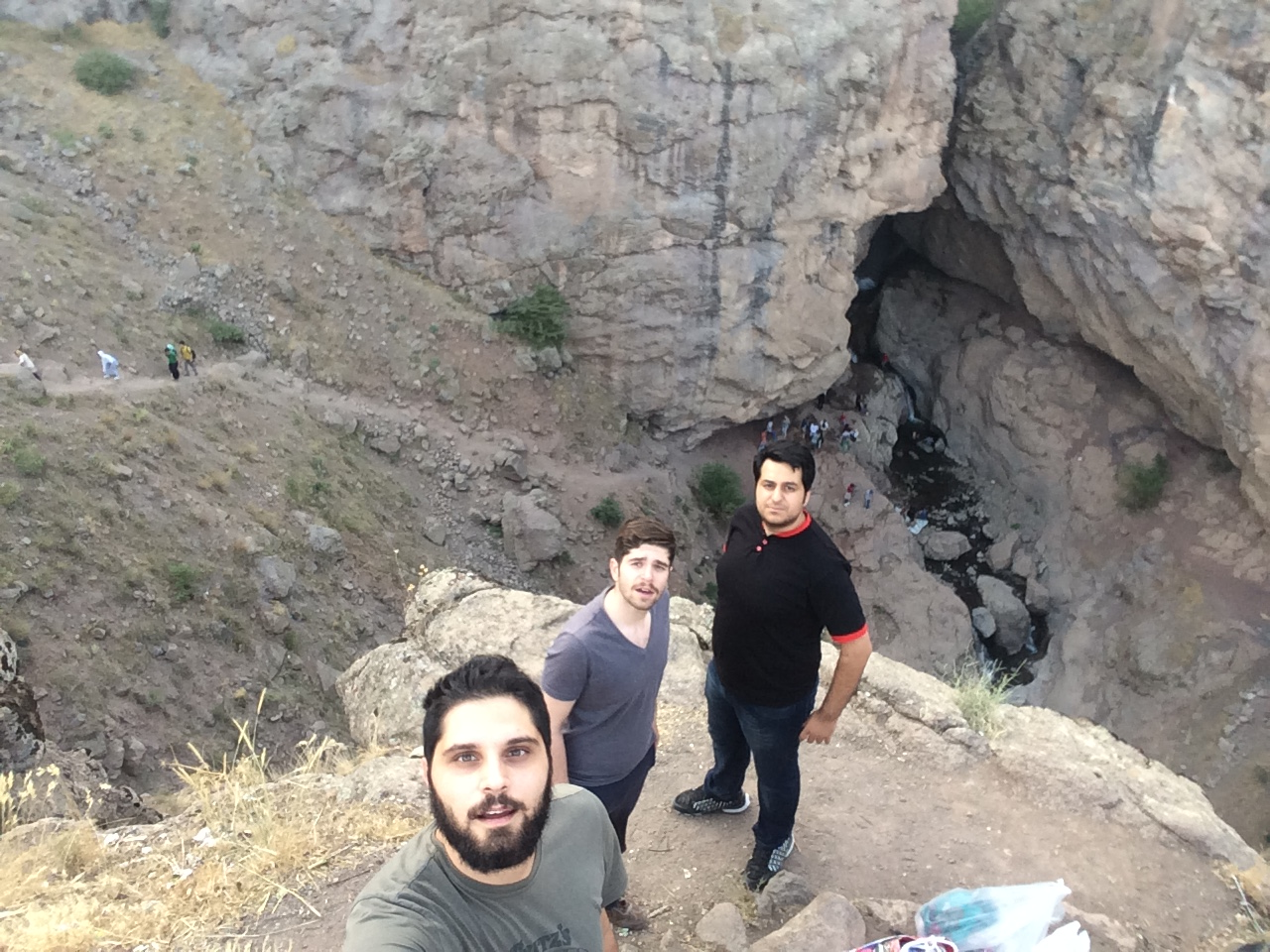
راه آبشار

## خوشنویسی در آبشار کرکبود
در طرفین آبشار و در زیر صخره‌های کوه حفره‌هایی به صورت طبیعی ایجاد شده که در این فضاها خوش‌نویسان، کاتبان ومستنسخین (نسخه نویسان) قرآن در آنجا اسکان یافته و قرآن و منابع دیگر اسلامی و ادبی را می‌نوشتند. این آبشار اگرچه ارتفاع بلندی ندارد ولی قدرت و حجم آب عبوری از آن که از دهانه‌ای باریک می‌گذرد، بسیار باشکوه جلوه می‌کند.